# Ramphotyphlops lineatus
Ramphotyphlops lineatus este o specie de șerpi din genul Ramphotyphlops, familia Typhlopidae, descrisă de Heinrich Boie în anul 1827. A fost clasificată de IUCN ca specie cu risc scăzut. Conform Catalogue of Life specia Ramphotyphlops lineatus nu are subspecii cunoscute.